# 复仇行动
復仇行動（Operation Vengeance）是太平洋戰爭中索羅門群島戰役期間，美國陸軍航空隊在1943年4月18日成功伏擊日本海军联合舰队司令长官山本五十六海軍大將座機的作戰行動。在日本稱為。

## 经过
1943年4月14日，代号“魔术”的美国海军情报部门截获并破译了包含山本五十六视察前线行程详细資訊的电文，共有3个“魔术”分站截获到该电文，太平洋舰队电台中心破译人员中包括了後來成为美國最高法院大法官的约翰·保罗·史蒂文斯。情報部門立刻將破譯完成的電文轉交給太平洋艦隊司令官尼米茲上將，罗斯福总统亦下令美国海军部长弗兰克·诺克斯“干掉山本”。尼米茲與海軍部確認，並取得羅斯福總統的同意後，4月17日授權南太平洋戰區總司令小威廉·海爾賽上將擬訂對山本五十六一行人的狙殺計畫（尼米茲一開始擔心過如果山本陣亡後出現能力更強的接替者，但國內回以：唯一能取代山本的是山口多聞，而山口多聞已經在前一年的中途島海戰中陣亡，因此不必擔心）。
由於此時美軍控制的最前線機場是瓜達爾卡納爾島的亨得森機場（今霍尼亞拉國際機場），距離山本前往視察的索羅門群島布干維爾島南部直線距離長達400英哩，再加上任務機隊在去程為了迴避索羅門群島各島嶼上日軍的觀測哨與雷達站而必須繞路飛行，來回航程長達1,000英哩，海爾賽決定讓航程可達的陸航P-38閃電式戰鬥機執行此一任務，並挑選第339戰鬥機中隊的18架P-38G戰鬥機做為任務機隊。軍方特別幫所有的飛機換裝更大型的副油箱，然而即使如此，飛機在目標上空的停留時間仍然只有15分鐘，故必須非常謹慎的掌握時間，行动中选定四名飞行员负责攻击，剩余的飞行员作为后备或提供空中掩护，并且规定在途中保持无线电静默。
1943年4月18日，日本海軍聯合艦隊司令长官山本五十六与参谋长宇垣缠以及随员搭乘两架三菱一式陆攻，由6架零式战斗机护航，當日早间从拉包尔飛往索羅門群島布干維爾島。6架零戰的機長是森崎武、辻野上豊光、杉田庄一、日高義己、岡崎靖、柳谷謙治，都是王牌飛行員。美軍16架P-38戰鬥機（兩架负责攻击的戰鬥機在起飛時故障，沒有參戰）從瓜達爾卡納爾島的亨得森機場於7:25開始起飞，採低空貼海面飛行，在9:34提前一分鐘到達了攔截位置，此時山本的飛機在昏暗的陰霾中下降出現在視野中，P-38甩掉了副油箱，轉向右側與轟炸機平行，並開始全力爬昇以攔截它們。
福爾摩斯的P-38副油箱甩不掉，轉向大海。領隊米切爾通過無線電向Lanphier和Barber下令攻擊，他們爬升迎向八架日機。最近的護航零戰甩掉了輔助油箱，向這對P-38俯衝。兩機採取了合理的戰術，Lanphier立即轉向正面迎向護航零戰，同時Barber追逐俯衝的轟炸機。Barber陡峭地轉向轟炸機後面而暫時看不到轟炸機，但當他重新看到轟炸機時，他正尾隨在一架後面，他立即對其右發動機，後機身和尾翼開火。當Barber擊中其左側引擎時，轟炸機開始冒出濃重的黑煙，猛烈地左轉，險些與他的座機空中碰撞。他回頭看到一串黑煙，認為轟炸機已經墜毀到叢林中。事後日軍發現山本的座機被擊落，坠落在布因附近丛林中，山本司令长官以下11名陣亡。Barber不知道行動目標在哪一架轟炸機上，他在樹梢高度向海岸方向飛行，尋找第二架轟炸機。
福爾摩斯的P-38最終甩掉油箱，攻擊第2架（宇垣缠参谋长搭乘的）轟炸機，使其右發動機受損，後者留下了一條白色的蒸氣痕跡，但是他們追逐的速度太快，使他和他的僚機越過了受損的轟炸機。Barber看到了宇垣的座機後開火，他的子彈擊中它，造成金屬碎片四散，損壞了自己的飛機。宇垣的座機被击中在海上迫降并获救，3人负伤。當地屬於第6师团第23聯隊防區，聯隊長浜之上俊秋派出多支搜救部队，第2天受重傷的宇垣纏指出山本座机墜落的大致方位，浜砂盈栄少尉带领的搜救部队发现了山本的座机残骸和山本遗体。山本遗体被抛出飞机残骸後仍在座椅上，手里还握着武士刀。经检查山本身上有两处伤口，一个左肩、另一个在下颚（此处是致命伤），另外根據日方說法，山本的遺體並未遭墜機後的火災損毀，推測可能是遺體倒臥在山本附近的軍醫長高田六郎少將在死前勉力將山本搬出飛機所致。日軍柳谷謙治稱擊落1架P-38，一名美軍飛行員陣亡。
因会对日本海军人员士气带来很大的影响，山本的死讯隐瞒到同年5月21日才公布，山本追授予元帅称号，6月5日在东京日比谷公园举行国葬。
- 復仇行動中陣亡的日本海軍大將山本五十六
- 山本五十六生前最後一張照片
- 復仇行動的飛行員
- 復仇行動的P-38閃電式戰鬥機
- 山本五十六骨灰由武藏號戰艦运回日本，1943年5月23日
- 1943年（昭和18年）6月5日山本五十六葬禮

## 事后
从美军认定Lanphier击落了山本开始，同一任务的飞行员就开始批评，在「谁实际上击落山本的飞机」这个问题上引发持久争论。而1943年《时代周刊》报道其人时军方还对此很恼火，因为透露了未经授权的有关细节和姓名。此外，战后日军的记录表明没有任何护航零式被击落，因此军方去掉了Lanphier的一架击落记录。一开始美军认为击落了三架一式陆攻，根据日本记录发现实际只有两架，于是并给Lanphier和Barber各记了半个山本击落，战后对柳谷謙治飞行兵长（由於失去右手不能飛行，他是6位護航的日軍戰鬥機飛行員唯一生還至戰後的）的采访认为是Barber击落了山本，对山本的尸检结果也支持Barber“所有可见的弹孔都是从正后方打来的”。空军审查委员会局對Barber的上訴意見分歧，美國空軍部長Donald Rice決定不更改紀錄。

## 延伸閱讀
- Canning, Douglas S. . Air Force Magazine. Vol. 89 no. 5 (Arlington, VA, USA: Air Force Association). 2006-05: 7–8.
- Grant, Rebecca. . Air Force Magazine. Vol. 89 no. 3 (Arlington, VA, USA: Air Force Association). 2006-03: 62.
- Holley, Joe. . Obituaries. The Washington Post (Washington, DC, USA). July 27, 2006: B7.
- Kahn, David. . . New York, NY, USA: Scribner. 1996: 595–601. ISBN 0684831309.